# Lista de parques estaduais do Maine
Lista de parques estaduais do estado do Maine, Estados Unidos.
- Allagash Wilderness Waterway State Park
- Aroostook State Park
- Baxter State Park
- Birch Point State Park
- Bradbury Mountain State Park
- Camden Hills State Park
- Cobscook Bay State Park
- Crescent Beach State Park
- Damariscotta Lake State Park
- Ferry Beach State Park
- Fort Point State Park
- Grafton Notch State Park
- Holbrook Island Sanctuary State Park
- Lake St. George State Park
- Lamoine State Park
- Lily Bay State Park
- Moose Point State Park
- Mount Blue State Park
- Peacock Beach State Park
- Peaks-Kenny State Park
- Penobscot River Corridor
- Popham Beach State Park
- Quoddy Head State Park
- Range Ponds State Park
- Rangeley Lake State Park
- Reid State Park
- Roque Bluffs State Park
- Shackford Head State Park
- Sebago Lake State Park
- Swan Lake State Park
- Swans Falls Campground
- Two Lights State Park
- Vaughan Woods State Park
- Warren Island State Park
- Wolfe's Neck Woods State Park